# Autrèche
Ne doit pas être confondu avec Autrêches.
Cet article possède un paronyme, voir Autrechêne.
Autrèche est une commune française située dans le département d'Indre-et-Loire, en région Centre-Val de Loire.

## Géographie
| Auzouer-en-Touraine   | Morand                | Dame-Marie-les-Bois |
| Neuillé-le-Lierre     | Autrèche              | Cangey              |
| Montreuil-en-Touraine | Saint-Ouen-les-Vignes |                     |

### Hydrographie

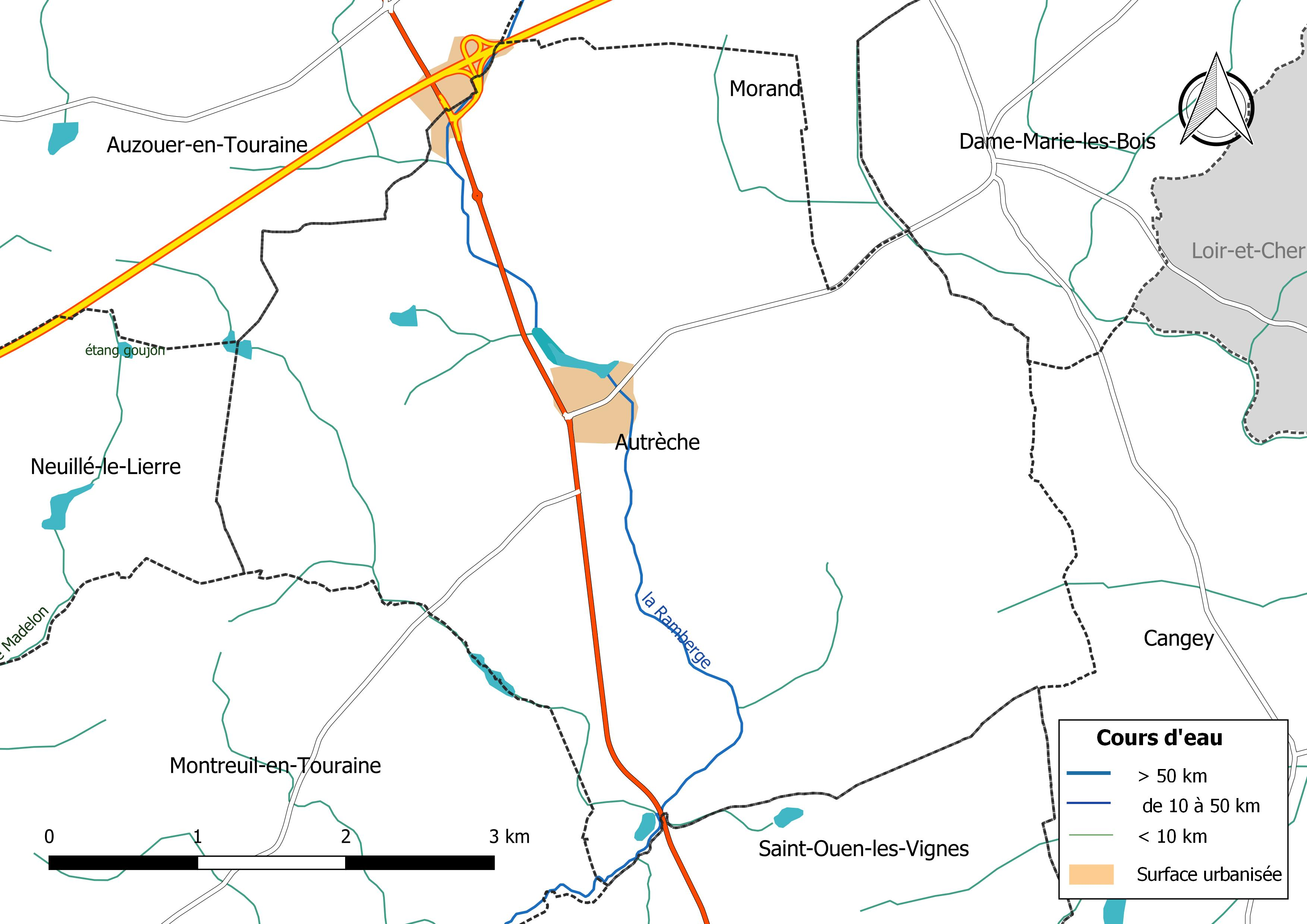
Réseau hydrographique d'Autrèche.

Le réseau hydrographique communal, d'une longueur totale de 17,4 km, comprend un cours d'eau notable, la Ramberge (7,249 km), et divers petits cours d'eau pour certains temporaires,.
La Ramberge, d'une longueur totale de 22,3 km, prend sa source dans la commune de Saint-Nicolas-des-Motets et se jette dans la Cisse à Pocé-sur-Cisse, après avoir traversé 7 communes. 
Sur le plan piscicole, la Ramberge est classée en deuxième catégorie piscicole. Le groupe biologique dominant est constitué essentiellement de poissons blancs (cyprinidés) et de carnassiers (brochet, sandre et perche).

### Climat
Pour des articles plus généraux, voir Climat du Centre-Val de Loire et Climat d'Indre-et-Loire.
En 2010, le climat de la commune est de type climat océanique dégradé des plaines du Centre et du Nord, selon une étude du CNRS s'appuyant sur une série de données couvrant la période 1971-2000. En 2020, Météo-France publie une typologie des climats de la France métropolitaine dans laquelle la commune est exposée à un climat océanique altéré et est dans la région climatique Moyenne vallée de la Loire, caractérisée par une bonne insolation (1 850 h/an) et un été peu pluvieux.
Pour la période 1971-2000, la température annuelle moyenne est de 11 °C, avec une amplitude thermique annuelle de 15,1 °C. Le cumul annuel moyen de précipitations est de 692 mm, avec 10,8 jours de précipitations en janvier et 7 jours en juillet. Pour la période 1991-2020, la température moyenne annuelle observée sur la station météorologique de Météo-France la plus proche, sur la commune de Limeray à 8 km à vol d'oiseau, est de 12,2 °C et le cumul annuel moyen de précipitations est de 670,2 mm,. Pour l'avenir, les paramètres climatiques de la commune estimés pour 2050 selon différents scénarios d'émission de gaz à effet de serre sont consultables sur un site dédié publié par Météo-France en novembre 2022.

## Urbanisme

### Typologie
Au 1er janvier 2024, Autrèche est catégorisée commune rurale à habitat dispersé, selon la nouvelle grille communale de densité à sept niveaux définie par l'Insee en 2022.
Elle est située hors unité urbaine et hors attraction des villes,.

### Occupation des sols
L'occupation des sols de la commune, telle qu'elle ressort de la base de données européenne d’occupation biophysique des sols Corine Land Cover (CLC), est marquée par l'importance des territoires agricoles (56,2 % en 2018), une proportion identique à celle de 1990 (56,2 %). La répartition détaillée en 2018 est la suivante : 
terres arables (49,6 %), forêts (41 %), prairies (3,7 %), zones agricoles hétérogènes (2,9 %), zones urbanisées (1,3 %), milieux à végétation arbustive et/ou herbacée (1,3 %), zones industrielles ou commerciales et réseaux de communication (0,3 %). L'évolution de l’occupation des sols de la commune et de ses infrastructures peut être observée sur les différentes représentations cartographiques du territoire : la carte de Cassini (XVIIIe siècle), la carte d'état-major (1820-1866) et les cartes ou photos aériennes de l'IGN pour la période actuelle (1950 à aujourd'hui).

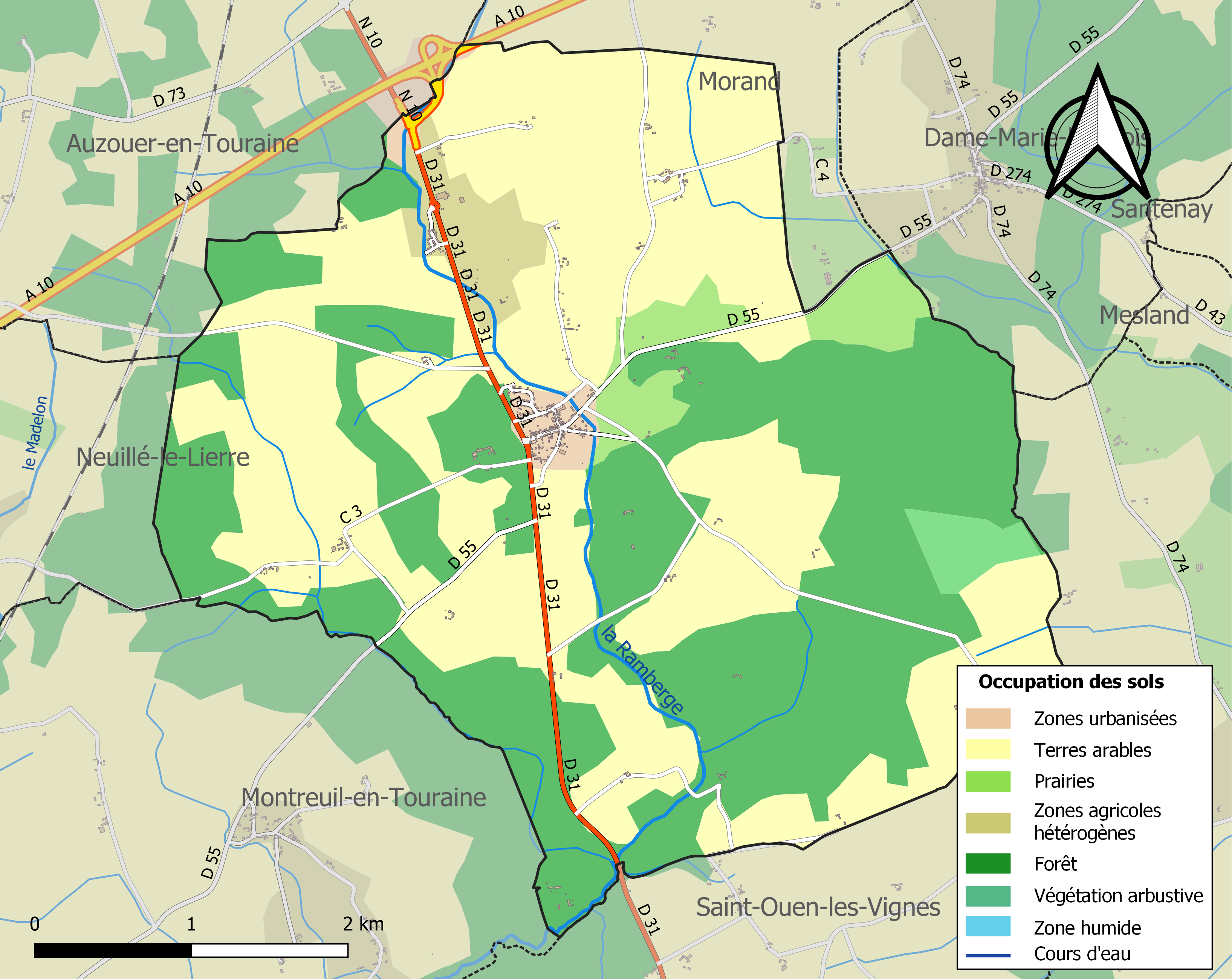
Carte des infrastructures et de l'occupation des sols de la commune en 2018 (CLC).

## Toponymie
Le nom de la localité est attesté sous la forme latine Altirpium au IXe siècle, Austrechia, Austregia, Astrèche aux XIIe, XIIIe et XIVe siècles.
Ce toponyme doit son nom au terme gaulois altura (de sens obscur) et apia (eau).

## Politique et administration

### Liste des maires
| Période                                  | Période      | Identité          | Étiquette | Qualité                         |
| ---------------------------------------- | ------------ | ----------------- | --------- | ------------------------------- |
| 1792                                     | 1801         | Ourceau           |           |                                 |
| 1801                                     | 1805         | Dubault           |           |                                 |
| 1892                                     | 1912         | Charles Gabeau    |           | Interprète et écrivain français |
| 1965                                     | 2001         | Viviane Escoffier |           |                                 |
| mars 2001                                | mars 2008    | Jean Delaneau     | UDF-DL    | Chirurgien, député, sénateur    |
| mars 2008                                | juillet 2020 | Francis Billault  | DVD       | Employé                         |
| juillet 2020                             | En cours     | Jocelyne Defeings |           |                                 |
| Les données manquantes sont à compléter. |              |                   |           |                                 |

## Population et société

### Démographie
L'évolution du nombre d'habitants est connue à travers les recensements de la population effectués dans la commune depuis 1793. Pour les communes de moins de 10 000 habitants, une enquête de recensement portant sur toute la population est réalisée tous les cinq ans, les populations de référence des années intermédiaires étant quant à elles estimées par interpolation ou extrapolation. Pour la commune, le premier recensement exhaustif entrant dans le cadre du nouveau dispositif a été réalisé en 2006.

En 2022, la commune comptait 419 habitants, en évolution de −2,33 % par rapport à 2016 (Indre-et-Loire : +1,67 %, France hors Mayotte : +2,11 %).
| 1793 | 1800 | 1806 | 1821 | 1831 | 1836 | 1841 | 1846 | 1851 |
| ---- | ---- | ---- | ---- | ---- | ---- | ---- | ---- | ---- |
| 284  | 321  | 321  | 320  | 330  | 353  | 333  | 381  | 420  |

| 1856 | 1861 | 1866 | 1872 | 1876 | 1881 | 1886 | 1891 | 1896 |
| ---- | ---- | ---- | ---- | ---- | ---- | ---- | ---- | ---- |
| 417  | 372  | 387  | 372  | 380  | 409  | 410  | 421  | 408  |

| 1901 | 1906 | 1911 | 1921 | 1926 | 1931 | 1936 | 1946 | 1954 |
| ---- | ---- | ---- | ---- | ---- | ---- | ---- | ---- | ---- |
| 357  | 373  | 366  | 316  | 323  | 341  | 318  | 319  | 283  |

| 1962 | 1968 | 1975 | 1982 | 1990 | 1999 | 2006 | 2011 | 2016 |
| ---- | ---- | ---- | ---- | ---- | ---- | ---- | ---- | ---- |
| 317  | 300  | 258  | 254  | 328  | 400  | 379  | 402  | 429  |

| 2021 | 2022 | - | - | - | - | - | - | - |
| ---- | ---- | - | - | - | - | - | - | - |
| 424  | 419  | - | - | - | - | - | - | - |

### Équipements culturels
La commune d'Autrèche dispose d'une bibliothèque municipale qui fait partie du réseau de la Direction Départementale des Bibliothèques et de la Lecture de Touraine.

## Culture locale et patrimoine

### Lieux et monuments
- Abbaye de Fontaine-les-Blanches
- Église Saint-Martin : église du XIe siècle, construction en tuffeau et calcaire, à l'intérieur de celle-ci une statue de Saint Éloi du XVe siècle et également une pieta en pierre du XVIe siècle

### Héraldique
| Blason d'Autrèche | Les armes d'Autrèche se blasonnent ainsi : D'argent à la barre d'azur accompagnée, en chef, d'une fleur de lys du même et, en pointe, de trois canettes de sable soutenues d'une jumelle ondée alésée aussi d'azur, au chef de gueules chargé d'une tour du champ maçonnée aussi de sable adextrée d'un arbre et senestrée d'un épi de blé brochant sur une fleur de tournesol, le tout d'or. |